# Neufmanil
Neufmanil – miejscowość i gmina we Francji, w regionie Grand Est, w departamencie Ardeny.
Według danych na rok 1990 gminę zamieszkiwały 1204 osoby, a gęstość zaludnienia wynosiła 119 osób/km².